# Horst Reinecke
Horst Reinecke (* 29. September 1913 in Magdeburg; † 6. Januar 1984 in Karl-Marx-Stadt) war ein deutscher Dramaturg, Regisseur und Schauspieler, der abgesehen von einer kurzen Tätigkeit beim Film insbesondere an verschiedenen Theatern in der DDR wirkte.

## Leben und Werk
Horst Reinecke kam 1913 als Sohn eines Fabrikbesitzers in Magdeburg zur Welt. 1931 legte er das Abitur ab. Reinecke nahm unter anderem bei Eduard Wandrey Schauspielunterricht und durfte mit Bescheinigung der Reichstheaterkammer ab 1934 als Schauspieler auftreten. Reinecke wirkte in den Folgejahren an verschiedenen deutschen Bühnen als Darsteller, darunter in Magdeburg, Hamburg, Bochum, Bremen und Koblenz. Auch für das Fronttheater „Volksdeutsche Bühne“ war er tätig. 1945 kam Reinecke in sowjetische Kriegsgefangenschaft. Erst im Herbst 1949 wurde er entlassen und kehrte nach Magdeburg zurück, um dort zunächst für den Kulturbund, dann als Chefdramaturg an den Städtischen Bühnen Magdeburg tätig zu sein. Nach einem Lehrgang am Deutschen Theater-Institut in Weimar inszenierte Reinecke in Magdeburg auch Stücke als Regisseur.
Im Februar 1953 begann Reineckes etwa fünf Jahre andauernde Schaffenszeit bei der DEFA. Als stellvertretender Chefdramaturg arbeitete er unter anderem für die Produktionen Der Teufelskreis und Thomas Müntzer – Ein Film deutscher Geschichte. 1956 durfte Reinecke mit dem Kriminalfilm Treffpunkt Aimée seinen ersten abendfüllenden Spielfilm als Regisseur verwirklichen. 1957 begann Reinecke unter dem Titel Reifender Sommer mit der Verfilmung des Romans „Lied über dem Tal“ von August Hild. Die Dreharbeiten verliefen – auch durch den Unfalltod des Hauptdarstellers Willy A. Kleinau – chaotisch. Die DEFA stoppte im Frühjahr 1958 die Zusammenarbeit mit Reinecke und ließ den Film von dem Nachwuchsregisseur Walter Beck und Kameramann Horst E. Brandt beenden.
1958 wurde Reinecke kurzzeitig Chefdramaturg am Mecklenburgischen Staatstheater Schwerin. 1959 zog es ihn in gleicher Position weiter an das Theater Quedlinburg. Von 1960 bis 1962 wirkte er als Regisseur am Landestheater Altenburg. Anschließend inszenierte er wieder in Schwerin. Ab 1966 wirkte Reinecke als Schauspieler und Regisseur am Deutsch-Sorbischen Volkstheater in Bautzen. 1969 begann seine Tätigkeit am Theater Chemnitz. Reinecke wirkte über ein Jahrzehnt, insbesondere als Schauspieler in Chemnitz. 1979 ging er in Rente.
Mit der Schauspielerin Charlotte Reinecke (geb. Hoffmann) war Horst Reinecke zweimal verheiratet. Aus der Ehe gingen zwei Kinder hervor, die beide den Schauspiel-Beruf ergriffen: Hans-Peter Reinecke (1941–2005) und Renate Reinecke (1944–2016). Zwischenzeitlich war Horst Reinecke mit Emma Cohn, einer Werbeleiterin des Maxim-Gorki-Theaters, liiert. Die Tochter der beiden, Ruth Reinecke (geb. 1955), wurde ebenfalls Schauspielerin.
Horst Reinecke war ab 1958 über mehrere Jahrzehnte als IM Gerhard Wolter für das Ministerium für Staatssicherheit der DDR tätig. Er starb 1984.

## Filmografie (Auswahl)
- 1955: Der Teufelskreis (Dramaturg)
- 1956: Thomas Müntzer – Ein Film deutscher Geschichte (Dramaturg)
- 1956: Mich dürstet (Dramaturg)
- 1956: Treffpunkt Aimée (Regie)
- 1958: Reifender Sommer (Regie)